# Brima Koroma
Brima Koroma (Makeni, 8 de julho de 1984) é um ex-futebolista de Serra Leoa. No Brasil ficou conhecido por vir fazer teste no Botafogo, após intermediação do ex-zagueiro Gonçalves.
Pela seleção de Serra Leoa, ele marcou um gol contra o Congo, em partida válida pelas eliminatórias da Copa do Mundo de 2006.

## Ver Também
- Aluspah Brewah